# 349237 Quaglietti
349237 Quaglietti este o planetă minoră (asteroid) din centura de asteroizi. A fost descoperită pe 13 octombrie 2007 la  de Vincenzo Silvano Casulli⁠(d). 
Obiectul prezintă o orbită caracterizată de o semiaxă mare de 2,7788639889756 UAi, o excentricitate de 0,10155438865853, o înclinație de 4,2038640602743 ° în raport cu ecliptica.